# Frederic Kimber Seward
Frederic Kimber Seward, Sr. (Wilmington, Delaware, Estados Unidos, 23 de marzo de 1878 - 7 de diciembre de 1943) fue un abogado corporativo prominente en Nueva York. Fue un pasajero superviviente  del RMS Titanic, y más tarde presidió un comité de supervivientes que honró a la tripulación del barco de rescate RMS Carpathia.

## Biografía
Seward nació el 23 de marzo de 1878 en Wilmington, Delaware, hijo del reverendo Samuel Swezey Seward II (1838–1916) y Christina Frederika (de soltera, Kimber) Seward (1837–1906). Tenía varios hermanos, entre ellos John Perry Seward, un médico homeopático. Se graduó en la Universidad de Columbia en 1899 y era miembro de su Glee Club. Se casó con Sara Flemington Day (1878–1932) y tuvieron tres hijos: Frederic K. Seward, Jr. (1904–1967); Katharine Seward (1907–1982) y Samuel S. Seward III (1910–1989). En 1908 empezó a trabajar en el bufete de abogados Curtis, Mallet, Prevot & Colt  en Nueva York. Sirvió en el consejo de administración del George Gustav Heye's Museum of the American Indian desde 1916. Durante la Segunda Guerra Mundial sirvió en el tablero de racionamiento de la ciudad de Nueva York.
Seward murió de insuficiencia cardíaca el 7 de diciembre de 1943 en Nueva York.

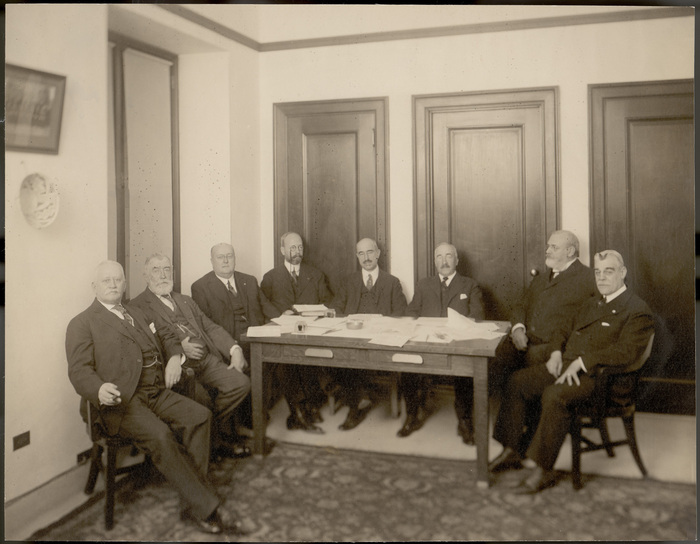
Consejo de administración del George Gustav Heye's Museum of the American Indian en 1920, de izquierda a derecha: Minor C. Keith, James Bishop Ford, George Gustav Heye, Frederick Kimber Seward, F. Kingsbury Curtis, Samuel Riber, Jr., Archer Milton Huntington y Harmon Washington Hendricks.

## En el desastre del Titanic
Seward, regresando de Europa en un viaje de negocios, se encontraba a bordo del RMS Titanic cuando golpeó un iceberg y se hundió en la noche del 14 al 15 de abril de 1912. En el momento del impacto, se encontraba jugando a las cartas con William T. Sloper y Dorothy Gibson en el salón de primera clase. Seward sobrevivió al hundimiento, subiendo al bote salvavidas 7, el primero en dejar el barco. Seward presentó una demanda conjunta con otros supervivientes contra White Star Line; él mismo fue asesor legal de una víctima del hundimiento, John Montgomery Smart, y trabajó en la liquidación de su patrimonio. También sirvió como presidente de un comité para honrar la valentía del capitán Arthur Rostron del RMS Carpathia y su tripulación.